# ليمان فرانك بوم
ليمان فرانك بوم (بالإنجليزية: Lyman Frank Baum) (15 مايو عام 1856 - 6 مايو عام 1919) كاتب أمريكي اشتهر بكتب الأطفال، خصوصًا «ساحر أوز العجيب» وتتماتها. كتب 14 رواية ضمن سلسلة أوز، إضافة إلى 41 رواية أخرى، و83 قصة قصيرة، وأكثر من 200 قصيدة، و42 سيناريو على الأقل. قام بمحاولات عديدة لجلب أعماله إلى المسرح وعالم الأفلام؛ أصبح الاقتباس السينمائي الأول لكتاب ساحر أوز في العام 1939 معلمًا من معالم سينما القرن العشرين. توقعت أعماله ظهور أشياء مألوفة في القرن اللاحق مثل التلفاز وتقنية الواقع المعزز وأجهزة الحاسوب المحمولة ضمن كتاب ذا ماستر كي (المفتاح الرئيسي)، والهواتف اللاسلكية (تيك توك أوف أوز)، ونساء يعملن في مهن ثقيلة وخطرة (ماري لويس إن ذا كونتري)، وانتشار الدعاية على الملابس (أونت جينز نيسز أت وورك).

## الطفولة والحياة المبكرة
ولد بوم في تشيتينانغو بولاية نيويورك عام 1856 لأسرة ميثودية متدينة، وينحدر من أصول ألمانية وإسكتلندية أيرلندية وإنجليزية. كان الطفل السابع بين تسعة أطفال من سينثيا آن (لقبها ستانتون قبل الزواج) وبنجامين وارد بوم، لم يبق منهم على قيد الحياة حتى سن الرشد سوى خمسة أطفال.
نجح والده في العديد من الأعمال التجارية، بما فيها صناعة البراميل، واستخراج النفط في بنسلفانيا، والعقارات. ترعرع بوم ضمن عقار والديه الباذخ، والذي سُمّي «روز لون»، وهو ما استذكره بوصفه قطعة من الفردوس. كان يقع روز لون في ماتاديل بولاية نيويورك. كان فرانك طفلًا هزيلًا حالمًا، تلقى تعليمه في المنزل برفقة أشقائه. منذ عمر الثانية عشرة، أمضى سنتين بائستين في أكاديمية بيكسكيل العسكرية، بعد أن عوقب بشدة لاستغراقه في أحلام اليقظة، أصيب بنوبة قلبية ذات منشأ نفسي، وسُمح له بالعودة إلى المنزل.
بدأ بوم الكتابة في وقت مبكر من حياته، ربما دفعه والده إلى ذلك بشرائه مطبعة رخيصة. كان دائم القرب من أخيه الأصغر هنري (هاري) كلاي، الذي ساعده في إنتاج صحيفة روز لون هوم. نشرًا الأخوة عدة إصدارات من الصحيفة، وتضمنت إعلانات من محال أعمال محلية، والتي قدموها للأصدقاء وأفراد العائلة مجانًا. في عمر السابعة عشرة، أنشأ بوم مجلة هواة ثانية أطلق عليها اسم «ذا ستامب كولكتر (جامع الطوابع)»، طبع كتيبًا بـ 11 صفحة أسماه «دليل بوم الكامل لتجار الأختام»، وبدأ العمل في بيع الأختام مع أصدقائه.
في سن العشرين، ركب بوم موجة الجنون التي انتشرت في بلاده ذاك الوقت وهي تربية الدواجن الفاخرة. تخصص في تربية دجاج هامبورغ. في شهر مارس من العام 1880، أسس مجلة تجارية شهرية بعنوان «سجل الدواجن»، وفي عام 1886، عندما أصبح في الثلاثين من عمره، نشر كتابه الأول بعنوان: كتاب دجاج هامبورغ: أطروحات موجزة عن تزاوج وتربية وإدارة مختلف أنواع دجاج هامبورغ.
عُرف عن بوم بكونه موضع المرح في المنزل، حتى في فترات الصعوبات المادية. جعل بيعه للألعاب النارية في الرابع من يوليو (يوم الاستقلال في الولايات المتحدة) حدثًا لا يُنسى. امتلأت السماء بالصواريخ والشموع الرومانية والألعاب النارية، في حين تجمع عديدٌ من الناس حول المنزل لمشاهدة العرض. كان عيد الميلاد أكثر بهجة. ارتدى بوم ملابس سانتا كلوز لعائلته. وضع والده شجرة عيد الميلاد خلف ستارة في مقدمة دار المنزل، ليتسنى لبوم الحديث مع الجميع بينما يزين الشجرة دون أن يتمكن الناس من رؤيته. حافظ على هذا التقليد طوال حياته.

## أعماله
أشهر أعماله رواية ساحر أوز العجيب.

## وصلات خارجية
- ليمان فرانك بوم على موقع IMDb (الإنجليزية)
- ليمان فرانك بوم على موقع الموسوعة البريطانية (الإنجليزية)
- ليمان فرانك بوم على موقع ألو سيني (الفرنسية)
- ليمان فرانك بوم على موقع ميوزك برينز (الإنجليزية)
- ليمان فرانك بوم على موقع أول موفي (الإنجليزية)
- ليمان فرانك بوم على موقع قاعدة بيانات برودواي على الإنترنت (الإنجليزية)
- ليمان فرانك بوم على موقع قاعدة بيانات الأفلام السويدية (السويدية)
- ليمان فرانك بوم على موقع إن إن دي بي (الإنجليزية)
- ليمان فرانك بوم على موقع ديسكوغز (الإنجليزية)
- ليمان فرانك بوم على موقع ديسكوغز (الإنجليزية)